# Pseudolabrus japonicus
Pseudolabrus japonicus is een straalvinnige vissensoort uit de familie van lipvissen (Labridae). De wetenschappelijke naam van de soort is voor het eerst geldig gepubliceerd in 1782 door Houttuyn.